# Corryocactus brachypetalus
Corryocactus brachypetalus là một loài thực vật có hoa trong họ Cactaceae. Loài này được (Vaupel) Britton & Rose mô tả khoa học đầu tiên năm 1920.